# گیگ یانگ
گیگ یانگ (انگلیسی: Gig Young؛ ۴ نوامبر ۱۹۱۳ – ۱۹ اکتبر ۱۹۷۸) بازیگر سینما، تئاتر و تلویزیون آمریکایی بود. از فیلم‌هایی که وی در آن نقش داشته‌است می‌توان به یاغی‌ها، غرامت مضاعف، بازی مرگ، میز، نامه‌های عاشقانه، نورچشمی معلم، هیندنبورگ و مگر آن‌ها اسب‌ها را خلاص نمی‌کنند؟ اشاره کرد.

## زندگی نامه
پس از فارغ التحصیلی از دبیرستان به عنوان فروشنده اتومبیل دست دوم مشغول به کار شد و شب ها در رشته بازیگری تحصیل کرد.

## جوایز
وی همچنین برنده جوایزی همچون جایزه اسکار بهترین بازیگر نقش مکمل مرد و جایزه گلدن گلوب بهترین بازیگر نقش مکمل مرد شده‌است.

## مرگ
در ۱۹ اکتبر ۱۹۷۸ سه هفته پس از ازدواج با کیم اسمیت جنازه این زوج در منزلشان در آپارتمانی در منهتن پیدا شد. پلیس استدلال کرد که یانگ به همسرش شلیک کرده و سپس اسحله را رو به خودش برگردانده است. انگیزه این قتل و خودکشی هرگز روشن نشد.